# Sanctuaire de Notre-Dame de Lourdes
Le sanctuaire de Notre-Dame de Lourdes ou sanctuaire de Lourdes est un sanctuaire catholique et lieu de pèlerinage marial situé à Lourdes, dans les Hautes-Pyrénées, en France. Il est composé de plusieurs édifices et lieux de prière sur le site des apparitions mariales de Lourdes en 1858, au cours desquelles la jeune lourdaise Bernadette Soubirous dit avoir vu à plusieurs reprises une dame identifiée comme la Vierge Marie, apparitions reconnues en 1862 par l'Église catholique.
Le sanctuaire comprend la grotte de Massabielle dans laquelle ont eu lieu les apparitions, ainsi que ses environs sur un domaine de 52 hectares. Les principaux édifices religieux sont la basilique de l'Immaculée-Conception, la basilique du Rosaire et la basilique Saint-Pie-X. Le domaine du sanctuaire, traversé par le Gave, comprend aussi l'église Sainte-Bernadette, une dizaine de chapelles, une esplanade sur laquelle ont lieu des processions, une prairie, un accueil pour les malades, des fontaines, des piscines et deux chemins de croix, dont celui des Espélugues sur une colline.
Le site est réputé pour la source d'eau qui jaillit de la grotte depuis les apparitions et pour les  guérisons miraculeuses dont cette eau serait à l'origine. Des millions de pèlerins s'y rendent chaque année pour manifester leur dévotion à Notre-Dame de Lourdes, parmi lesquels de nombreux malades et handicapés dont l'accueil est assuré par l'Hospitalité Notre-Dame de Lourdes.

## Origines
Le Sanctuaire a été édifié après les apparitions de l'Immaculée Conception à Bernadette Soubirous en 1858, à la suite de la proclamation de leur caractère « surnaturel et divin » par Bertrand-Sévère Laurence. Les autorités religieuses ont eu à cœur de réaliser une demande de la vierge d'édifier une chapelle sur le lieu des apparitions. Selon Bernadette, la dame de l'apparition lui a déclaré : « Allez dire aux prêtres que l'on bâtisse ici une chapelle et que l'on y vienne en procession ». L'abbé Peyramale est chargé de l'organisation de cette entreprise, ainsi que des pèlerinages, soit de l'administration du site, acquis quatre mois plus tôt par l'évêque. L'abbé fait aménager les abords de la grotte de Massabielle, et il peut donner libre cours à son instinct de bâtisseur en lançant la construction de la chapelle, qui prendra pied au-dessus de la grotte. Ce sera la basilique de l'Immaculée-Conception de Lourdes. Le 4 août 1864, la première procession se rend de son église paroissiale à la grotte, où Bertrand-Sévère Laurence bénit la statue de la Vierge.

## Administration

Sanctuaires de Lourdes avant son évolution (deux photos).

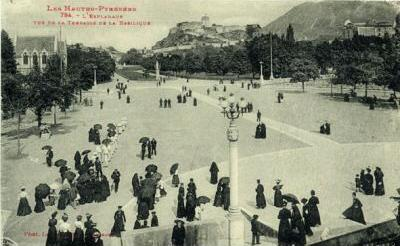
Esplanade, vers 1910.

Débordé, l'abbé Peyramale réclame quelques vicaires de plus à l'évêque, pour le seconder. Ils lui sont refusés. En mai 1866, Laurence préfère envoyer à Lourdes le père Sempé et trois autres missionnaires diocésains de Garaison. Ils sont là, semble-t-il, pour aider l'abbé Peyramale dans sa tâche. Celui-ci tombe malade. Lorsqu'il se rétablit (peut-être en 1867), il découvre que le contrôle sur l'administration du sanctuaire a été transféré de la paroisse au diocèse. Ce sont les missionnaires diocésains, les pères de Garaison, qui ont désormais la charge du domaine de la grotte.
Les pères de Garaison (ou pères de l'Immaculée Conception) restent les représentants de l'évêque à la grotte jusqu'en 1903. La loi de séparation de l'Église et de l'État de 1905 oblige le diocèse à céder le domaine à la ville et à une œuvre de bienfaisance. L'ordre est dissout, et les pères sont chassés du domaine de la grotte. Le 10 février 1941, le domaine de la grotte est rétrocédé par une loi de l'État français de Vichy à l'Association diocésaine de Tarbes et Lourdes et, le dimanche 20 avril 1941, en présence d'une foule de pèlerins, Georges Choquet, évêque de Tarbes et Lourdes, décide alors de confier les biens de l'Œuvre de la Grotte à l'Association Massabielle sous la forme d’un bail emphytéotique de 90 ans.
Depuis, le Sanctuaire est rattaché au Diocèse de Tarbes. Il a cependant une certaine indépendance de par le recteur. L'actuel recteur du Sanctuaire de Lourdes est Olivier Ribadeau Dumas, depuis le 1er octobre 2019,.
Le 6 juin 2019, le pape François nomme Antoine Hérouard « délégué apostolique pour le sanctuaire de Lourdes », de façon temporaire ; il reste évêque auxiliaire de Lille. L'objectif affiché est de redonner priorité à la vocation spirituelle du sanctuaire, alors que celui-ci, déficitaire depuis de nombreuses années, a renoué avec une situation financière positive en 2018,.
Le 3 mai 2022, le père Michel Daubanes, vicaire général du diocèse d'Évreux, est nommé comme nouveau recteur par le Conseil permanent de la Conférence des évêques de France à compter du 1er septembre 2022 pour un mandat de 5 ans renouvelable.

## Infrastructures

### Disposition générale des lieux
Depuis la reconnaissance par l'Église des apparitions de l'Immaculée-Conception, la grotte et son domaine furent achetés par le diocèse de Tarbes. À partir de là, le domaine fut aménagé pour accueillir les millions de fidèles annuels.
Domaine privé, on y pénètre par sept portes ouvertes vers tous les points cardinaux : Portes du Docteur-Soubarie, Saint-Michel, Saint-Joseph, de la Crypte, des Lacets, de la Forêt, de la Prairie ; les portes les plus pratiquées sont celle de Saint-Michel menant à l'allée des processions, et celle de Saint-Joseph, toutes deux ouvertes vers le centre de la ville de Lourdes. Ce domaine est principalement situé sur la rive gauche du Gave de Pau, sur la rive opposée au noyau initial de la ville. Il comprend trois parties : la partie centrale comprend la grotte de Massabielle et les trois basiliques et diverses annexes ; vers le sud, séparée de la précédente par l'avenue Monseigneur-Théas et la Route de la Forêt, la colline des Espélugues où se situe le Chemin de croix monumental ainsi que la maison des chapelains ; la troisième est située au nord, sur la rive droite du Gave en aval de la cité : trois passerelles pour piétons permettent de franchir le Gave pour s'y rendre : la passerelle des piscines, celle des arcades et celle de l'Esplanade. Dans cette partie, desservie depuis la ville par la porte du Docteur Soubarie, se situent notamment l'accueil Notre-Dame, l'église Sainte-Bernadette et la vaste prairie qui peut être utilisée lors de grandes occasions avec affluence exceptionnelle, par exemple, pour des messes en plein air.

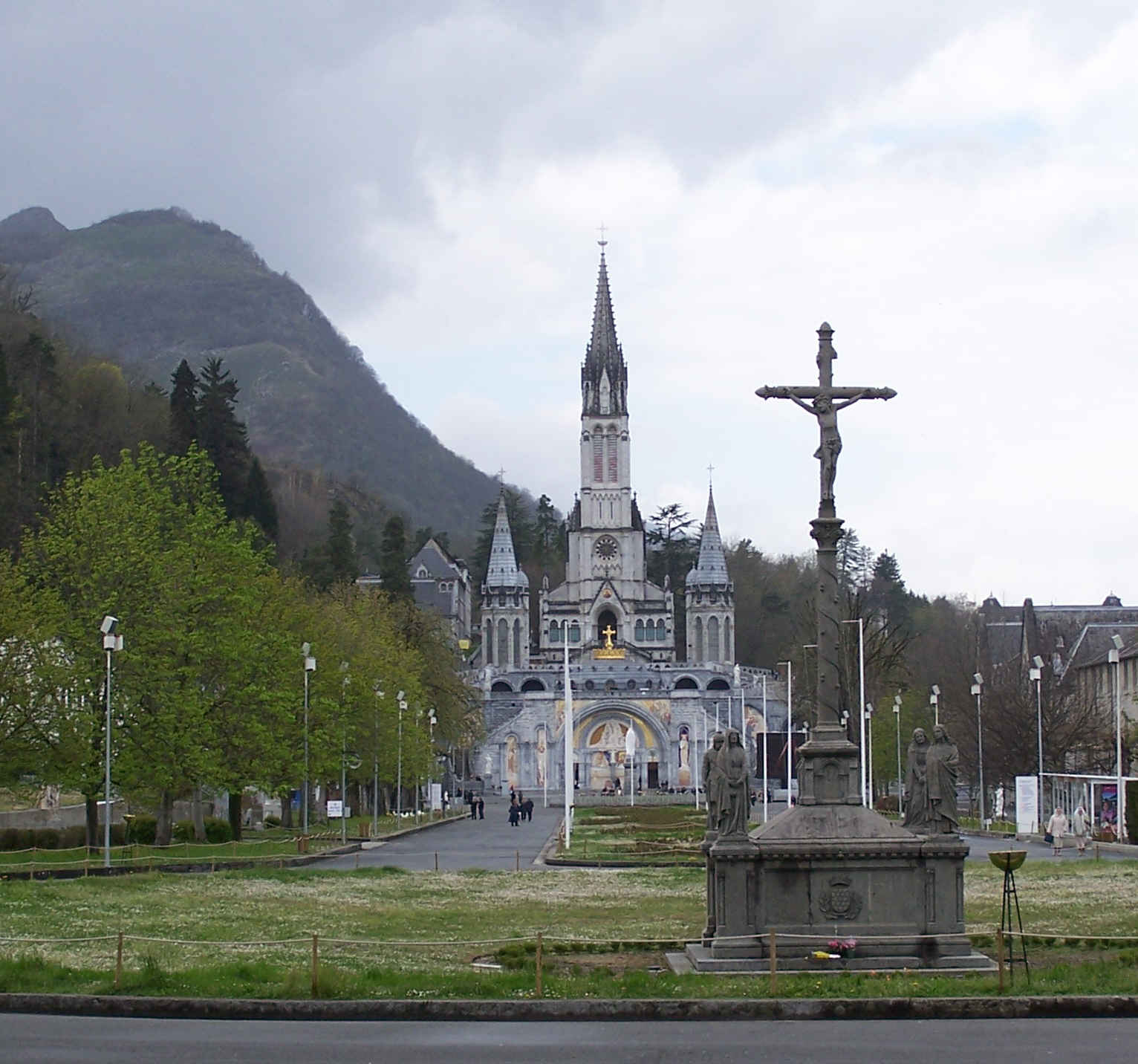
La perspective du Sanctuaire et au premier plan le Calvaire des Bretons. Au fond à droite, la colline des Espélugues.

Le domaine du sanctuaire s'organise autour d'un axe central constitué par la double allée menant de la porte Saint-Michel à l'esplanade du Rosaire et par laquelle cheminent quotidiennement les processions et notamment la procession aux flambeaux nocturne. Les basiliques de l'Immaculée-Conception et Notre-Dame-du-Rosaire de Lourdes ferment cette perspective.
La porte Saint-Michel tient son nom de l'archange saint Michel dont la statue est toute proche sur la droite. Elle s'ouvre au débouché du pont Saint-Michel ; ce dernier a été construit pour permettre l'arrivée des processions venant de l'église paroissiale par le boulevard de la Grotte. Elle est encadrée des statues des archanges Raphaël (à droite) et Gabriel (à gauche) et conduit directement à une sorte de rond-point herbu occupé en son centre par le Calvaire des Bretons.
Ce calvaire, haut de 12 mètres, œuvre du sculpteur Yves Hernot de Lannion a été mis en place en 1900. Le Christ en mesure 2 mètres, et les statues de la Vierge, saint Jean, sainte Marie-Madeleine et saint Longin ont une hauteur de 1,80 m. C'est un don des diocèses de Quimper, Saint-Brieuc, Vannes et Rennes.
En 2015, à l'occasion du Jubilé de la Miséricorde voulu par le Pape François, une Porte de la Miséricorde symbolique a été construite à l'entrée de la porte Saint-Michel, sous la forme de huit tours en bois, disposées de part et d'autre du calvaire.
Enterrée sur la gauche des allées, se situe la basilique souterraine Saint-Pie-X accessible par plusieurs rampes et escaliers. Sur la droite, se trouvent les bâtiments de l'Accueil Jean-Paul II et de la Chapelle de la Réconciliation. De part et d'autre des allées se trouvent également une statue de sainte Bernadette et une de sainte Thérèse de Lisieux, les deux grandes saintes françaises du XIXe siècle à l'origine des deux plus importants pèlerinages de France.
Au débouché de la double allée, se trouve l'esplanade du Rosaire constituant le vaste parvis de la basilique inférieure, 130 mètres de long sur 85 de large, encadré par les rampes d'accès à la crypte et à la basilique supérieure. Cette grande place peut accueillir 40 000 personnes. Elle est dominée par la statue de la Vierge sur son piédestal, statue couronnée le 3 juillet 1876 et tournée vers les basiliques. Cette statue de bronze, haute de 2,5 m et réalisée par la maison Raffl est un don resté anonyme au sanctuaire.
La porte Saint-Joseph donne l'accès le plus direct à l'esplanade du Rosaire depuis la ville, par le Pont Vieux, l'avenue Bernadette-Soubirous et la place Monseigneur-Laurence. Près de cette porte se situent différents bâtiments de service, accueil des pèlerins, centre d'information, librairie et boutique, etc.

### Lieux de culte

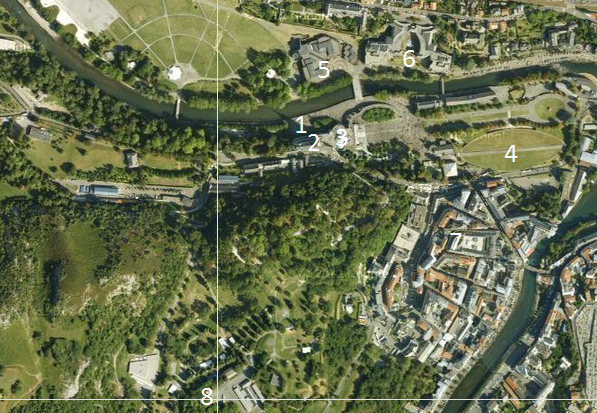
1 La grotte de Massabielle ;
2 La basilique de l'Immaculée-Conception de Lourdes ;
3 la basilique Notre-Dame-du-Rosaire de Lourdes ;
4 la basilique Saint-Pie-X ;
5 l'église Sainte-Bernadette ;
6 Accueil Notre-Dame ;
7 Accueil Marie St-Frai ;
8 Village des Jeunes.

#### Basilique de l'Immaculée Conception
La première basilique construite fut celle de l'Immaculée Conception. À l'origine, elle a été construite pour être la chapelle demandée par la Sainte Vierge par l'intermédiaire de Bernadette Soubirous. Établie au-dessus d'une crypte, elle surplombe la grotte de Massabielle et son rocher d'où partent ses fondations. La construction de l'édifice dura de 1866 à 1871 sur les plans d'Hippolyte Durand. La consécration eut lieu en 1876. Sa capacité est de 700 personnes environ,,.

#### Basilique du Rosaire
À cause de l'affluence des pèlerinages, la basilique de l'Immaculée Conception ne suffit pas à contenir tout le monde, avant même l’achèvement de son édification. On entreprit alors la construction d'une autre église à partir des années 1880. Ce sera celle de Notre-Dame du Rosaire, à partir de 1883. Achevée en 1889 et consacrée en 1901, la basilique peut contenir 1 500 fidèles dans un plan romano-byzantin original. Elle est située en contrebas de la basilique de l'Immaculée Conception, à l'est de la grotte de Massabielle,.

#### Basilique Saint-Pie-X
C'est encore une fois par nécessité qu'un nouveau lieu de culte vit le jour au Sanctuaire de Lourdes dans les années 1950. Il s’agissait là de voir en grand. Tout fut mis en œuvre pour préserver l'unité architecturale de l'ensemble entourant la grotte. L’édifice est donc souterrain. Il s'agit de la basilique Saint-Pie-X, construite entre 1956 et 1958, pour le centenaire des apparitions. On peut y admirer « le chemin de lumière » une série en gemmail du peintre René Margotton dédiée aux apparitions. Dans un style moderne, la basilique peut rappeler une cale de navire renversée. Ses proportions sont impressionnantes (nef de 191 m de long pour 61 m de large),.

#### Église Sainte-Bernadette
Dernier lieu de culte construit dans l'enceinte du sanctuaire (inauguré en 1988), l’église Sainte-Bernadette se trouve face à la Grotte de Massabielle sur la rive droite du Gave de Pau. Cette église moderne, dotée de cloisons amovibles pour s'adapter à diverses fonctions, a été bâtie à l'emplacement où se trouvait Bernadette Soubirous à l'occasion de la dernière apparition le 16 juillet 1858,. C'est le lieu habituel de la réunion de tous les évêques de France.

#### Grotte de Massabielle

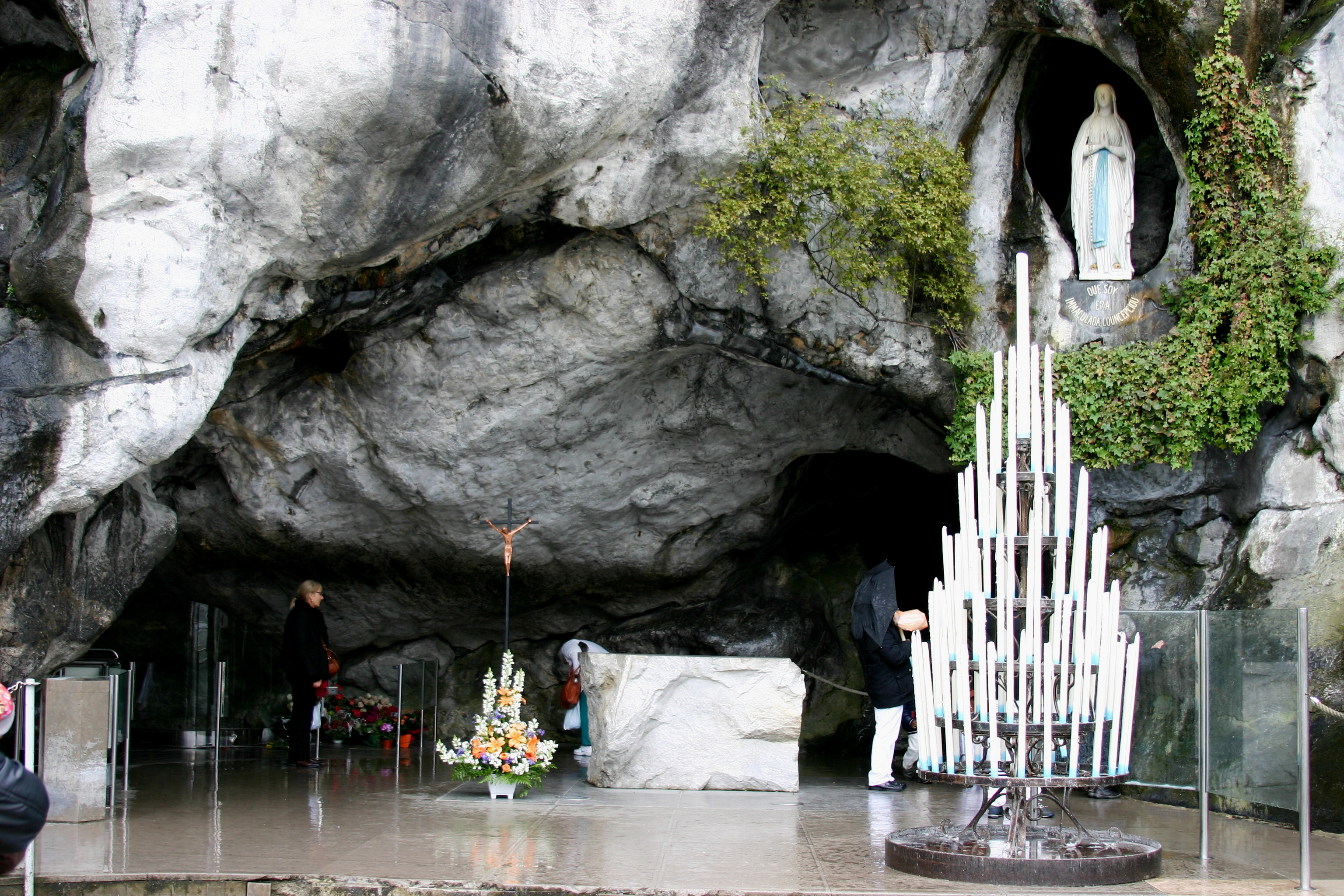
La grotte de Massabielle où se sont déroulées les apparitions de Lourdes en 1858.

La grotte de Massabielle est une cavité rocheuse dans laquelle ont eu lieu les apparitions de Lourdes en 1858. Elle se situe au nord de la basilique supérieure. Dans une niche au-dessus de la cavité principale se situe une statue de Notre-Dame de Lourdes, à l'endroit-même où Bernadette Soubirous dit avoir vu une dame identifiée comme la Vierge Marie par le clergé local. Un autel est situé au centre de la grotte pour y célébrer les nombreuses messes qui y sont programmées chaque jour dans plusieurs langues, y compris pendant la nuit.
Plusieurs rangées de bancs situées devant la grotte permettent aux pèlerins de se recueillir et d'assister aux célébrations. Les rangs sont aménagés de telle manière que les personnes malades et handicapées véhiculées en chaises roulantes puissent se positionner facilement. Le passage des nombreux pèlerins qui souhaitent longer les parois de la grotte pour les toucher et apercevoir la source découverte par Bernadette Soubirous est régulé par des employés du sanctuaire et suspendu pendant les célébrations. Les services du sanctuaire ont estimé qu'une moyenne de 20 000 pèlerins passent devant la grotte chaque jour.
L'aménagement de la grotte et de ses alentours a connu de nombreuses évolutions depuis l'époque des apparitions. Au moment des apparitions, la grotte était un lieu où l'on conduisait les animaux à s'abreuver, en raison de la proximité du gave de Pau dont une partie passait juste devant la grotte. Afin de faciliter la venue des pèlerins, le Gave a été reculé de trente-cinq mètres. Jusqu'en 1954, la grotte était fermée par une grille et jusqu'en 2002, des béquilles étaient suspendues sur les parois de la grotte en reconnaissance de guérisons.
Entre 2014 et 2018, des travaux d'aménagement des alentours de la grotte ont eu lieu à la suite des inondations de 2012 et 2013 qui ont rendu la grotte inaccessible. L'esplanade de la grotte a été entièrement reconstruite, les robinets qui distribuaient l'eau de Lourdes ont été déplacés à l'écart de la grotte, sur la rive du Gave, et des fontaines destinées au « geste de l'eau » ont été ajoutées côté ouest de la grotte, à l'endroit où se trouvaient les brûloirs destinés aux cierges déposés par les pèlerins. Ces derniers sont désormais situés dans les « chapelles de lumière », qui se trouvent sur l'autre rive du Gave, accessible par une nouvelle passerelle. Les services du sanctuaire ont estimé que ce nouvel aménagement des alentours de la grotte permettait de favoriser le passage et la prière des pèlerins dans l'accomplissement des différents gestes inspirés de ceux de Bernadette Soubirous : passage et recueillement devant la grotte, geste de l'eau aux fontaines et dépose d'un cierge.

#### Scènes de l'histoire de Bernadette et de Lourdes
Les scènes de l'histoire de Bernadette et de Lourdes sont représentées en diorama dans l'abri pour les pèlerins situé sur la droite après l'entrée de la porte Saint-Michel.

#### Le chemin des crèches
Trois crèches ont été réalisées par l'artiste italien Emilio Burri pour le Noël de décembre 2019. Ces crèches sont désormais exposées toutes les années pour la Noël. Ces crèches reproduisent des lieux de Lourdes liés à sainte Bernadette, le cachot, le moulin de Boly et la Grotte.
En décembre 2020, deux nouvelles crèches sont installées aux portes Saint-Joseph et Saint-Michel.

### Hébergements

#### Malades

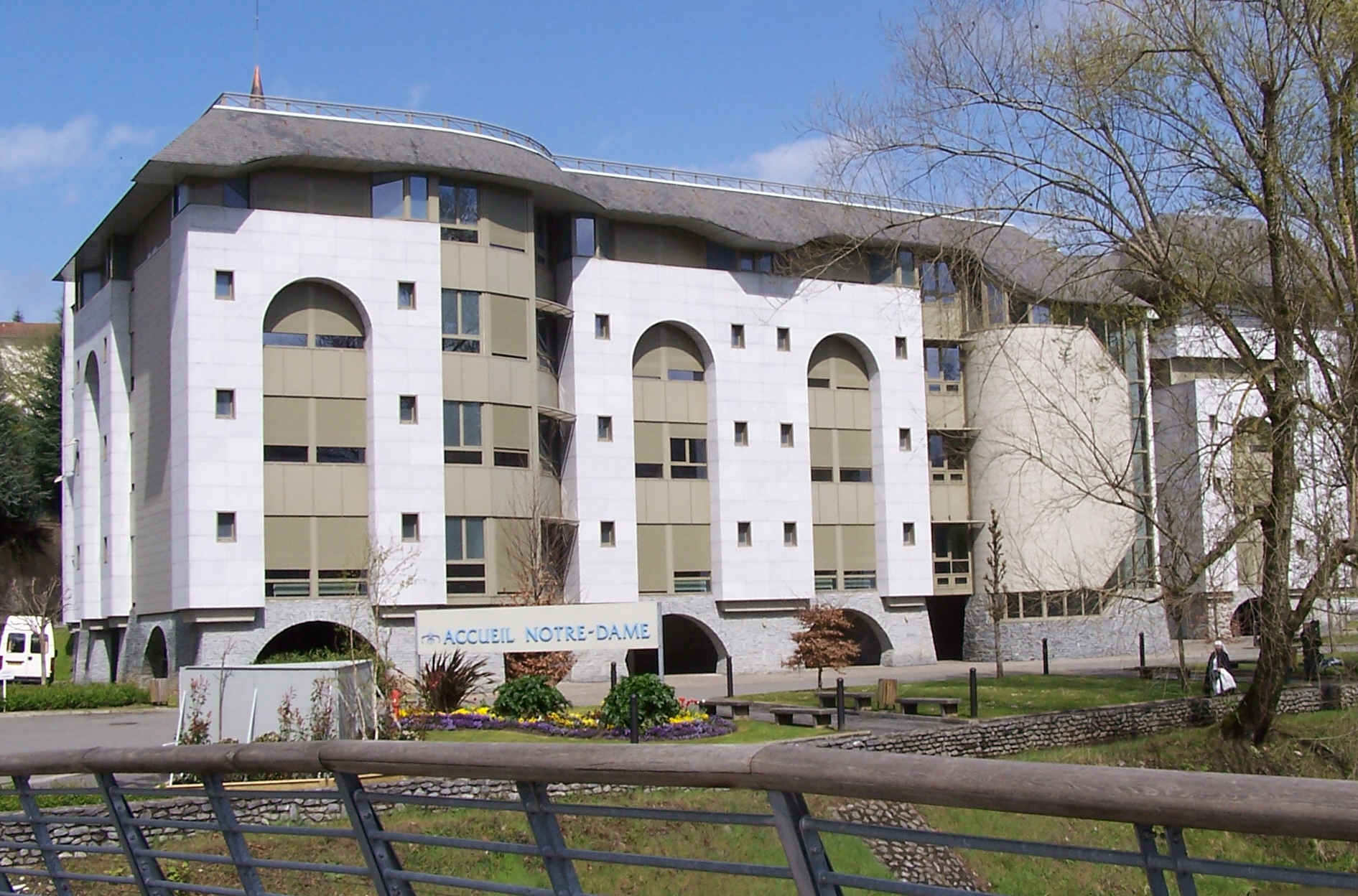
L'Accueil Notre-Dame (au premier plan, la rampe de la passerelle qui mène à l'esplanade).

Depuis 1874, l'Accueil Marie Saint-Frai (du nom de la religieuse fondatrice de la congrégation des Filles de Notre Dame des Douleurs) ouvre ses portes aux personnes âgées, malades ou handicapées venues dans le cadre d'un pèlerinage diocésain. Il s'agit d'un organisme externe au sanctuaire, mais qui travaille en étroite collaboration. Sa capacité est de 400 personnes. Situé dans l'enceinte du sanctuaire et à quelques pas de l'église Sainte Bernadette (sur la rive droite du Gave de Pau, l'Accueil Notre-Dame quant à lui a ouvert ses portes le 7 avril 1997. Près de trois fois plus important que St-Frai, il joue le même rôle,,.

#### Hospitaliers
Bien souvent, les hospitaliers se débrouillent pour se loger à Lourdes. Ils choisissent généralement des hôtels, très nombreux dans la cité mariale. Cependant à l’entrée du sanctuaire du côté de la porte Saint-Michel, l'accueil (du même nom) propose ses services aux hospitaliers. Il est trop petit pour contenir tout le monde et est régulièrement plein. L'Ave Maria occupe le même rôle pour les femmes.
Pour les plus jeunes (aides-hospitaliers mineurs) et scouts/guides, le village des jeunes (en hauteur sur le mont Béout) offre une capacité de 350 personnes en chambres et dortoirs, et de 2 000 personnes en campement,.

## Pèlerinages
Les premiers pèlerinages ont eu lieu dès 1858. En effet, Bernadette Soubirous a dès le début des apparitions été accompagnée de centaines, puis de milliers de pèlerins.

### Particularité et diversité des pèlerinages

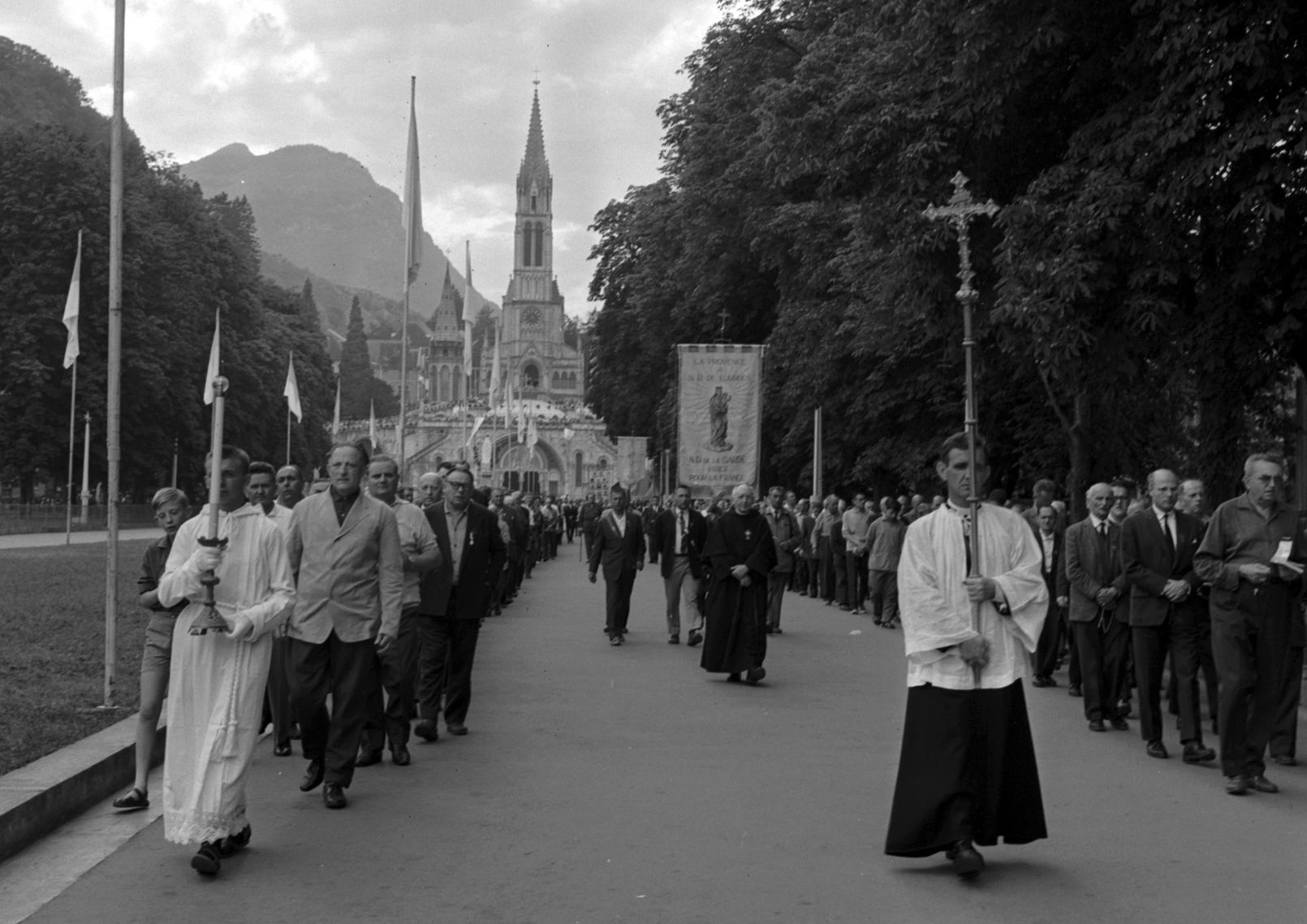
Cérémonie religieuse en août 1964.

Chaque année, pendant la saison des pèlerinages de mars à octobre, le sanctuaire accueille des pèlerins venant de toute l'Europe et d'ailleurs. Historiquement, la majorité des pèlerins viennent de France et d'Italie. Depuis quelques années, la proportion de visiteurs extra-européens est en hausse.
En France, la majorité des pèlerinages sont organisés par chaque diocèse. En Italie, ils sont organisés pour chaque ville ou région par l'UNITALSI (it) (Unione Nazionale Italiana Trasporto Ammalati a Lourdes e Santuari Internazionali) fondée en 1903 et par l'OFTAL (it) (Opera Federativa Trasporto Ammalati a Lourdes) fondée en 1932.
Les pèlerinages annuels les plus anciens et qui rassemblent le plus de personnes sont les suivants :
- Pèlerinage National de l'Assomption, qui a lieu vers le 15 août, fête de l'Assomption, organisé depuis 1873 par les Assomptionnistes, avec environ 8 000 pèlerins ;
- Pèlerinage du Rosaire qui a lieu vers le 7 octobre, fête du Rosaire, organisé depuis 1908 par les Dominicains, avec environ 17 000 pèlerins ;
- Pèlerinage Militaire International, qui a lieu au mois de mai, organisé depuis 1958 par le diocèse aux Armées françaises, avec 15 000 pèlerins ;
- Pèlerinage international de l'ordre de Malte, qui a lieu début mai, organisé depuis 1958 par l'ordre de Malte, avec environ 7 000 pèlerins.

Ces pèlerinages ont la particularité de compter parmi leurs participants de nombreuses personnes malades ou handicapées, prises en charge au sein de structures appelées « hospitalités », associations composées d'hospitaliers, brancardiers et infirmières bénévoles qui accompagnent les pèlerins nécessitant leurs soins.
Enfin, de nombreux pèlerins se rendent à Lourdes par leurs propres moyens plutôt que dans le cadre d'un pèlerinage organisé. Les pèlerins et visiteurs individuels représentent un peu plus de la moitié de la fréquentation du sanctuaire, une proportion en hausse ces dernières années.

### Historique

Pèlerinage en groupe. Photo (entre 1897 et 1922) par Eugène Cattin dont Marie, sa fille, était membre. Il est probable que les dames en blanc étaient infirmières.

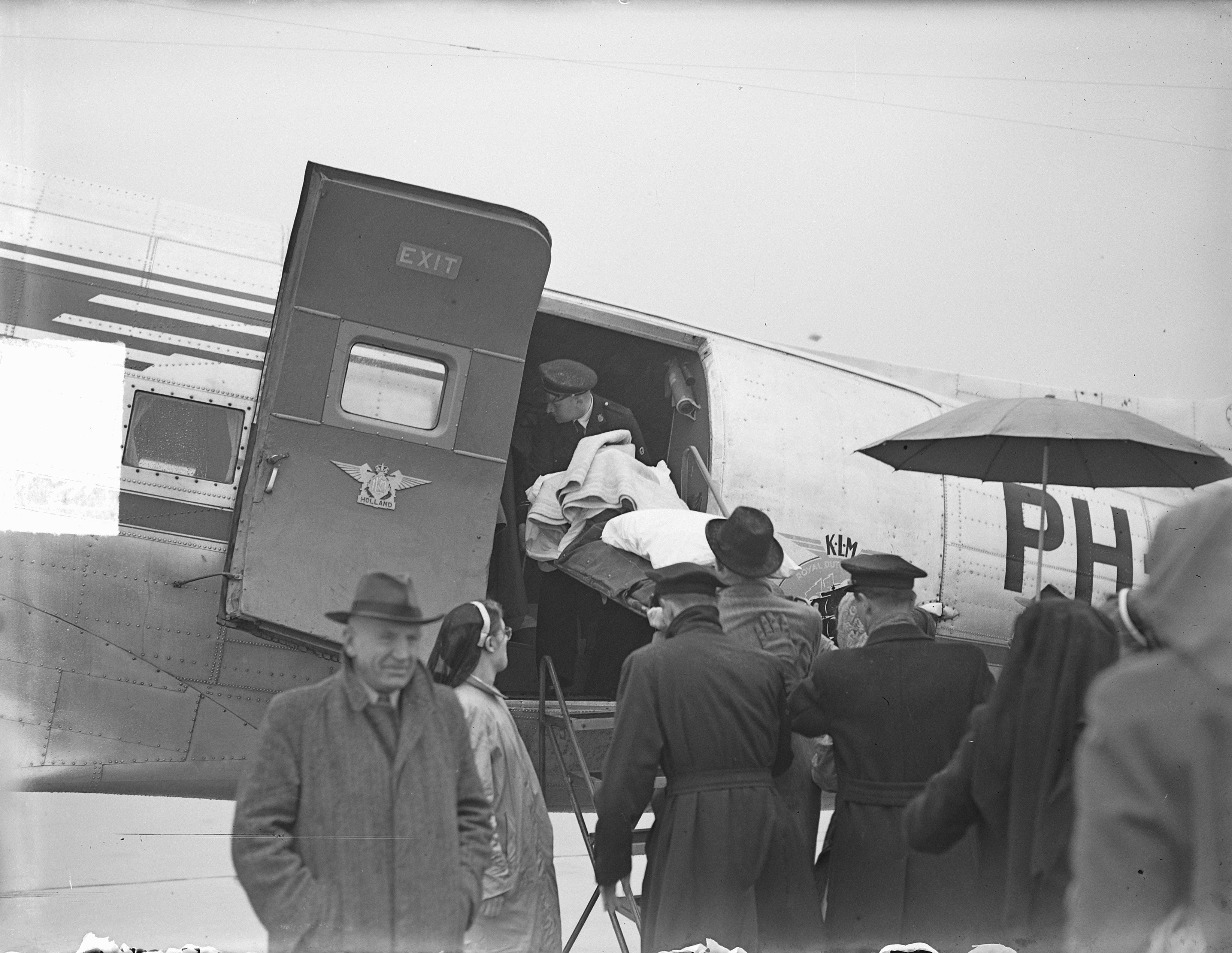
Embarquement le 26 avril 1950, dans un avion néerlandais de la KLM, d'une personne malade ou gravement handicapée, partant pour Lourdes en pèlerinage.

La ville de Lourdes fut métamorphosée par les pèlerinages, sources importantes de revenus touristiques. À vrai dire, au XIXe siècle, la déviation passant par Lourdes de la ligne de chemin de fer Tarbes - Pau n'était pas envisagée, jusqu'aux Apparitions. Ces dernières contribuèrent à obtenir le soutien de l'État, notamment celui d'Achille Fould, tandis que la nécessité de pierre à ballast était définitive. La gare de Lourdes, inaugurée en 1866, fonctionne toujours, notamment pour accueillir des pèlerins. Le transport de masse ouvrit d'ailleurs la porte au pèlerinage en groupe. Ainsi, la gare accueillit le premier train de pèlerinage, déjà dans cette année. Selon le livre de chant publié en 1875, le sanctuaire connaissait le premier pèlerinage belge ainsi que le premier pèlerinage parisien, il s'agissait de la paroisse Saint-Sulpice avant cette publication. Ce qui favorisa le pèlerinage vers le sanctuaire était un bref du pape Pie IX, daté du 16 mai 1870, qui accordait une indulgence plénière à tous ceux qui étaient sur le territoire de la paroisse de Lourdes, sous l'invocation de l'Immaculé Conception.

### Transport et hébergement des pèlerins
Historiquement, le transport des pèlerins vers le sanctuaire de Lourdes s'est fait essentiellement par le train. Dès l'année des apparitions en 1858, il a été proposé de construire une gare à Lourdes, ce qui fut fait avec la mise en service de la gare de Lourdes en 1866. La gare dispose de voies réservées aux « trains de pèlerinage » aussi appelés « trains spéciaux » ou « trains ambulance», spécialement équipés pour transporter des personnes malades ou handicapées, provenant de toute la France et d'autres pays d'Europe, en particulier d'Italie. Jusqu'en 2014, les trains de pèlerinage circulaient la nuit, permettant aux pèlerins d'arriver à Lourdes le matin. Depuis 2015, les trains de pèlerinage sont exclusivement des TGV circulant en journée, avec une capacité d'accueil de pèlerins malades ou handicapées réduite par rapport aux trains de nuit. Alors que le nombre de trains spéciaux arrivant à Lourdes chaque année était de 600 à la fin de la décennie 1990 de France et de l'étranger, leur nombre a baissé à 400 environ vingt ans plus tard,.
Le transport des pèlerins en car et en avion s'est de plus en plus développé ces dernières années comme alternatives au train. Les pèlerins qui voyagent en avion arrivent par l'aéroport de Tarbes-Lourdes-Pyrénées ou par l'aéroport de Toulouse-Blagnac. Depuis une vingtaine d'années, le nombre de pèlerins arrivant par voie aérienne est supérieur au nombre de pèlerins voyageant dans des trains spéciaux.
Avec environ 140 hôtels et une capacité hôtelière de 11.000 lits, Lourdes est la deuxième ville hôtelière de France en nombre de chambres derrière Paris et devant Nice. À ces hôtels s'ajoutent plusieurs hébergements destinés aux pèlerins gérés par des congrégations ou associations, comme l'Accueil Marie Saint-Frai depuis 1874, l'Accueil Notre-Dame depuis 1878 pour l'accueil des pèlerins malades ou handicapés, ou encore le Village des jeunes et la Cité Saint-Pierre.

### Évolution de la fréquentation
Dès les apparitions de Lourdes en février 1858, les foules ont commencé à arriver en nombre pour accompagner Bernadette Soubirous à la grotte de Massabielle, d'abord quelques centaines puis jusqu'à huit mille personnes présentes. La fréquentation du site n'a ensuite cessé d'augmenter au cours des décennies suivantes, avec la renommée grandissante du lieu puis le développement du transport ferroviaire et aérien.
Alors que le sanctuaire de Lourdes était historiquement une destination de pèlerinages collectifs organisés, la proportion de pèlerins et visiteurs non annoncés a fortement augmenté ces dernières années, jusqu'à atteindre entre 50% et 80 % de la fréquentation totale du sanctuaire. Le nombre de personnes arrivant dans le cadre de pèlerinages organisés a en effet baissé depuis une quinzaine d'années : alors que le sanctuaire accueillait environ 850.000 participants annuels au cours des années 2000, dont 65.000 personnes malades ou handicapées, avec des pics de fréquentation à 1,1 million de pèlerins pour la visite du Pape Jean-Paul II en 2004 et à 1,4 million pour le 150ème anniversaire des apparitions en 2008, la fréquentation est tombée en dessous de 600 000 participants annuels à des pèlerinages organisés à la fin des années 2010, dont 45.000 personnes malades ou handicapées,. Cette baisse s'explique en partie par les difficultés croissantes à affréter des trains spéciaux pouvant transporter les pèlerins malades ou handicapés dans de bonnes conditions et à prix bas, en particulier pour les pèlerins italiens désormais moins nombreux que dans le passé,,.
Les services du sanctuaire comptabilisent une moyenne quotidienne de 20.000 personnes se rendant chaque jour dans la Grotte de Massabielle pendant la saison des pèlerinages d'avril à octobre. En 2019, la fréquentation totale du sanctuaire était estimée à 3,5 millions de personnes. La fréquentation du site a fortement baissé depuis la crise sanitaire de 2020 en raison des annulations de pèlerinages et des restrictions imposées aux frontières. Le niveau de fréquentation de 2019 ne pourrait être dépassé que vers 2025.

### L'Hospitalité Notre Dame de Lourdes

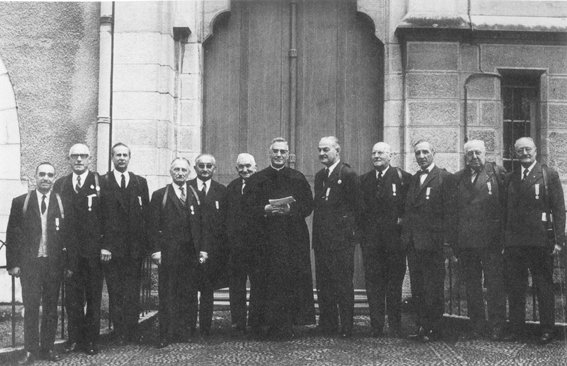
Photo historique de l'Hospitalité Notre-Dame de Lourdes.

L'Hospitalité Notre-Dame de Lourdes est une archiconfrérie créée à Lourdes (Hautes-Pyrénées) en 1885, constituée plus tard en association de type loi de 1901. Ses membres sont des bénévoles originaires de 60 pays ayant pour rôle d'accueillir et accompagner des milliers de pèlerins, particulièrement des malades ou handicapés, qui se rendent à Lourdes,.
Le nombre d'hospitaliers se situe entre 20 000 et 30 000, répartis en 6 services.

### Pèlerinages des papes

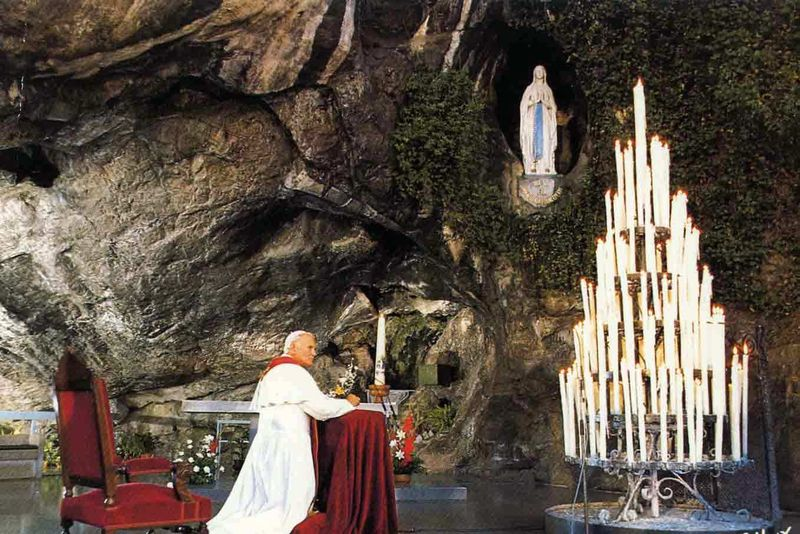
Le pape Jean-Paul II à la grotte en 1983.

- Jean-Paul II est venu une première fois en pèlerinage à Lourdes les 15 et 16 août 1983, pour son 19e voyage apostolique[51],[52]. Il est revenu une seconde fois les 14 et 15 août 2004, lors de son 104e et dernier voyage, à l'occasion du 150e anniversaire de la proclamation du dogme de l'Immaculée Conception, malgré un état de santé très fragile[53],[54].
- Benoît XVI arrive en pèlerinage à Lourdes le 13 septembre 2008, après être allé à Paris. Il parcourt les premières étapes du Chemin du Jubilé, se recueillant notamment devant la grotte de Massabielle, avant de conclure dans la soirée la procession mariale. Le lendemain, il célèbre sur la prairie du Sanctuaire une messe à laquelle assistent près de 260 000 personnes, et prononce un discours devant les évêques de France avant de conclure la procession eucharistique. Le 15 septembre au matin, il achève le Chemin du Jubilé en se rendant à la chapelle de l'hôpital avant de célébrer une messe à l'intention des malades sur l'esplanade du Rosaire[55],[56].

## Eau de Lourdes

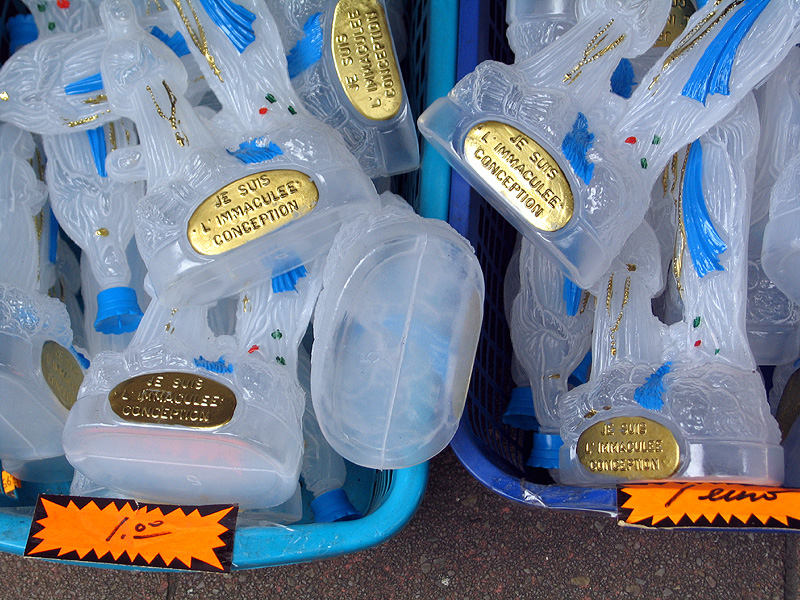
Récipients destinés à recueillir l'eau de la Grotte.

Bernadette Soubirous a déclaré que la Dame lui a dit : « Venez boire à la fontaine et vous y laver ». Depuis, les pèlerins boivent cette eau aux multiples fontaines, s'y baignent aux « piscines » ou peuvent parcourir le « chemin de l'eau ».

### Les guérisons miraculeuses reconnues par l'Église catholique
De très nombreuses personnes affirment avoir été guéries à Lourdes. En 1884, l'Église catholique a mis en place une structure, appelée « Bureau des constatations médicales », pour examiner les déclarations.
Le processus d'authentification passe par trois étapes :
- Examen par le Bureau médical de Lourdes ;
- Transfert au Bureau médical international, un comité de médecins ;
- Investigation et interprétation par l'évêque du diocèse d'origine de la personne guérie, le sens à donner à la guérison est alors le guide principal de l'évêque concerné : il doit s'agir d'un « signe de Dieu » et non d'une simple guérison.

En 2020, 70 guérisons ont reçu le statut de « guérison miraculeuse » après un processus qui peut s'étaler sur plusieurs années,. Entre 2004 et 2012, il y a une moyenne de 60 000 visiteurs malades chaque année, soit environ 1 malade pour 100 visiteurs. Cela correspond à un taux de guérisons miraculeuses de 0,001 %.

#### Avis de l'Église catholique romaine
Jacques Perrier, évêque émérite de Tarbes et Lourdes, a résumé le 17 mars 2003 l'avis de sa hiérarchie :

« L’attitude actuelle des médecins est très respectueuse du magistère de l’Église. Comme chrétiens, ils savent que le miracle est un signe d’ordre spirituel. Ils ne veulent pas s’en faire les juges. De plus, pour un esprit moderne, il est difficile de dire, à propos de quelque réalité que ce soit, qu’elle est inexplicable. On peut seulement dire que, jusqu’ici, elle est inexpliquée. »

### Filmographie
Films de fiction et documentaires sur le sanctuaire de Lourdes.
- Lourdes et ses miracles, 1955, de Georges Rouquier « Lourdes et ses miracles (1955) » (présentation de l'œuvre), sur l'Internet Movie Database
- Le Miraculé, 1987, de Jean-Pierre Mocky, d'après une nouvelle de George Langelaan tirée des Nouvelles de l'antimonde « Le miraculé (1987) » (présentation de l'œuvre), sur l'Internet Movie Database
- Lourdes: La Storia, 2008, documentaire italien « Lourdes: La Storia (2008) » ((en) Reverence View), sur l'Internet Movie Database, (it) « La Grande Storia - Lourdes: la storia », sur la RAI, raiplay.it (consulté le 2 octobre 2020).
- Lourdes, 2009, de Jessica Hausner « Lourdes (2009) » (présentation de l'œuvre), sur l'Internet Movie Database
- Lourdes, le sanctuaire de la démesure, 2019, de Fabrice Buysschaert, sur RMC Découverte « Lourdes, le Sanctuaire de la démesure », Sanctuaire de Lourdes (consulté le 24 septembre 2020), (en ligne).
- Lourdes, 2019, de Thierry Demaizière « Lourdes » (présentation de l'œuvre), sur l'Internet Movie Database